# Kaan-Dynastie

Emblemhieroglyphe der Kaan-Dynastie mit dem Schlangenkopf (Logogramm KAAN) als Hauptzeichen. Die Fischflosse links neben dem Schlangenkopf schreibt die Silbe ka-, die als phonetisches Komplement zu KAAN fungiert. Oberhalb des Schlangenkopfs ist das Logogramm AJAW „König“. Die „Blasen“ links von AJAW und oberhalb der Fischflosse sind das Logogramm K'UH „Gott“.

Die Kaan-Dynastie (auch Kanu'l) war eine Dynastie aus der klassischen Maya-Kultur, deren Sitz zuerst in Dzibanché und später in Calakmul lag. Auf ihrem Höhepunkt war die Kaan-Dynastie zwischen 562 und 695 das mächtigste Herrscherhaus des Maya-Tieflands.
Der Name der Dynastie ist abgeleitet von dem Ortsnamen Kaanul, auf dem die Emblemhieroglyphe der Dynastie, d. h. die charakteristische Hieroglyphe dieser Dynastie in der Maya-Schrift, beruht. Das Hauptzeichen der Emblemhieroglyphe wird mit dem Logogramm KAAN 'Schlange' geschrieben, das gewöhnlich einen Schlangenkopf darstellt. Kaanul war wahrscheinlich der ursprüngliche Name von Dzibanché, dem Sitz der Dynastie in der Frühen Klassik.

## Geschichte

### Späte Präklassik (vor 300 n. Chr.)
Über die Geschichte der Kaan-Dynastie in der Späten Präklassik ist wenig bekannt. Stanley Guenter und Richard Hansen haben vorgeschlagen, dass der Sitz der Kaan-Dynastie zu dieser Zeit möglicherweise die große Stadt El Mirador bzw. eine Stadt in deren näherer Umgebung wie El Tintal war. Andere Wissenschaftler wie Tomás Barrientos, Marcello Canuto und David Stuart lehnen diesen Vorschlag dagegen ab.
Aus dem späten siebten Jahrhundert sind Königslisten auf Vasen im Codex-Stil bekannt, die zahlreiche frühere Herrscher der Kaan-Dynastie auflisten. Der erste König auf dieser Liste, bei dem es sich wahrscheinlich um den (legendären oder historischen) Dynastiegründer handelt, wird als eine Person geschrieben, die das Zeichen für „Himmel“ anhebt, und deshalb mit dem Spitznamen „Skyraiser“ bezeichnet. Auf der Grundlage bekannter Daten späterer Herrscher und der Annahme einer durchschnittlichen Regierungszeit von 22,5 Jahren hat Simon Martin errechnet, dass „Skyraiser“ ungefähr um 200 n. Chr. regiert haben dürfte.

### Frühe und Mittlere Klassik (ca. 300–600 n. Chr.)
Der erste sicher belegte König aus der Kaan-Dynastie war Yuknoom Ch'een I. Seine Regierungszeit ist nicht eindeutig datierbar, die Datierungen unterschiedlicher Wissenschaftler liegen zwischen der Mitte des 4. Jahrhunderts und dem Ende des 5. Jahrhunderts. Der Sitz der Kaan-Dynastie war zu dieser Zeit Dzibanché im Nordosten des Maya-Tieflands. In den von ihm in Dzibanché errichteten Inschriften stellt Yuknoom Ch'een I. sich als großer Kriegsherr dar, der zahlreiche Gefangene machen konnte.
Im 6. Jahrhundert weitete die Kaan-Dynastie ihr Einflussgebiet sukzessive nach Süden aus. 546 wurde der König von Naranjo Ajnumsaaj Chan K'inich unter der Aufsicht des Kaan-Königs Tuun K'ab Hix inthronisiert. Er blieb offenbar bis zu seinem Tod 615 ein treuer Vasall der Kaan-Dynastie. Unter Tuun K'ab Hixs Nachfolger K'ahk' Ti' Ch'ich' führte die Kaan-Dynastie 562 einen erfolgreichen Sternenkrieg gegen Tikal. Dieser Krieg stürzte Tikal in eine Krise, von der es sich erst etwa 100 Jahre später wieder erholte. Der Kaan-König Scroll Serpent griff schließlich 599 und 611 sogar Palenque weit im Südwesten des Maya-Tieflands an.

### Späte Klassik (ca. 600–900 n. Chr.)
In den Jahren nach 611 geriet die Kaan-Dynastie in eine Krise. Naranjo löste sich von der Hegemonie der Kaan-Dynastie und konnte nach mehreren Kämpfen 626 und 627 erst 631 wieder dauerhaft besiegt werden. Dazu entwickelte sich in den 630er Jahren ein Bürgerkrieg zwischen zwei verschiedenen Fraktionen der Kaan-Dynastie. Der Bürgerkrieg endete 636. Etwa zeitgleich verlegte der siegreiche Zweig der Dynastie seinen Sitz von Dzibanché nach Calakmul. Ein in der Folgezeit offenbar weitgehend einflussloser anderer Zweig der Kaan-Dynastie scheint in Dzibanché verblieben zu sein.
Unter Yuknoom Ch'een II. und dessen Nachfolger Yuknoom Yich'aak K'ahk' II. dominierte der in Calakmul residierende Zweig der Kaan-Dynastie zwischen 636 und 695 große Teile des Maya-Tieflands inklusive wichtigen Handelsrouten nach Süden und Südwesten. Yuknoom Ch'een II. besiegte 657 und wohl gemeinsam mit verbündeten Stadtstaaten 677 und 679 erneut Tikal und erreichte eine Spaltung von dessen Herrscherhaus in zwei verfeindete Fraktionen. 695 wurde die Kaan-Dynastie unter ihrem Herrscher Yuknoom Yich'aak K'ahk' II. von Tikal besiegt, das daraufhin in den folgenden Jahrzehnten eine neue Blüte erlebte. Trotz des Wiedererstarkens von Tikal konnte der nächste König Yuknoom Took' K'awiil die Hegemonie der Kaan-Dynastie noch bis in die 730er Jahre fortführen. Nach einer weiteren Niederlage gegen Tikal zwischen 733 und 736 verlor die Kaan-Dynastie an Bedeutung und wurde nur noch selten in den Inschriften erwähnt.

## Bekannte Könige
Namen von Herrschern, die nur aus der spätklassischen Königsliste auf den Vasen im Codex-Stil, aber nicht aus öffentlichen Inschriften bekannt sind, sind mit einem Fragezeichen versehen. Unterschiedliche Namen, die sich eventuell auf die gleiche Person beziehen, sind mit einem Schrägstrich voneinander getrennt.
| Nummer | König                                | Regierungszeit                        |
| ------ | ------------------------------------ | ------------------------------------- |
| 1      | „Skyraiser“?                         |                                       |
| 2      | Taaj K'inich Ch'am?                  |                                       |
| 3      | Herrscher 3?                         |                                       |
| 4      | Chak Joloom?                         |                                       |
| 5      | Chak Jatz' Joloom?                   |                                       |
| 6      | Ch'a Joloom?                         |                                       |
| 7      | Herrscher 7?                         |                                       |
| 8      | Chak ...                             |                                       |
| 9      | Herrscher 9?                         |                                       |
| 10     | Yuknoom Ch'een I.                    |                                       |
| 11     | Herrscher 11?                        |                                       |
| 12     | Herrscher 12?                        |                                       |
| 13     | Yuknoom Yich'aak K'ahk' I.?          |                                       |
| 14     | Herrscher 14?                        |                                       |
| 15     | Tajoom Uk'ab K'ahk'? / Tuun K'ab Hix | >520–546>                             |
| 16     | K'ahk' Ti' Ch'ich' Aj Saakil         | 550–568>                              |
| 17     | „Sky Witness“                        | >561–572                              |
| 18     | Yuknoom Ti' Chan I.? / Yax Yopaat    | 572–579                               |
| 19     | „Scroll Serpent“                     | 579–611>                              |
| 20     | Yuknoom Ti' Chan II.                 | >619>                                 |
| 21     | Tajoom Uk'ab' K'ahk' II.             | 622–630                               |
| 22     | Waxaklajuun Ubaah Kaan               | >636                                  |
| ?      | Ajxibsaaj Chan K'inich               | ca. zweite Hälfte des 7. Jahrhunderts |

| Nummer | König                       | Regierungszeit |
| ------ | --------------------------- | -------------- |
| 1      | Yuknoom Ch'een II.          | 636–686        |
| 2      | Yuknoom Yich'aak K'ahk' II. | 686–698        |
| 3      | Yuknoom Took' K'awiil       | 698–736        |
| 4      | Wamaw K'awiil               | 736>           |

| König         | Regierungszeit |
| ------------- | -------------- |
| „Split Earth“ | um 695         |
| Chan Pet      | um 849         |